# 井上一男
井上 一男（いのうえ かずお、1903年〈明治36年〉8月15日 - 1974年〈昭和49年〉2月1日）は、日本の医師。

## 経歴
台湾台南市の鉄道省官舎で生まれる。父は鉄道省技官。台北第一中学校（現・台北市立建国高級中学）を経て大正13年早稲田大学理工学部を卒業後、昭和３年日本医科大学卒業。千葉医科大学（現千葉大）で衛生学を研究。戦前本郷にて井上耳鼻咽喉科病院を経営。その傍ら、福島女子医専（現福島県立医大）で「女医育成」に尽くした。厚生省技官。日本医科大学武蔵小杉病院（別称丸子病院)の設立に尽くした。
敗戦後荒廃した国土（米国の占領下）で国際交流しようにも国民の気力も国家の財政的な余力もなかった時代に、戦前から知己関係にあったドイツ人のミッヘル神父（後に上智大学教授）等と協力して戦争ですさんだ日本とアジア各国（中国、インドネシア、フイリッピン他）の民間交流の芽を育て多くの留学生の世話をした（当時のジャパンタイムズやNHKラジオ放送などでとりあげられ海外に紹介された）。また1950年の朝鮮戦争時、国際連合軍の将兵の治療に携わり日米、日豪の民間交流に尽くし戦争花嫁の仲人も務めた。